# Dubai International City
La ciudad de Dubái Internacional está formada por una serie de zonas residenciales, zonas de negocios y de atracciones turísticas de temática nacional.Se extiende sobre un área de 800 hectáreas (8 millones de metros cuadrados), la disposición de la ciudad está inspirada en las alfombras tradicionales de Oriente Medio. Una vez completado, el proyecto incluirá estudios y departamentos, y podrá alojar más de 60 mil habitantes.